# Marijan Beneš
Marijan Beneš (Belgrado, 11 giugno 1951 – Banja Luka, 4 settembre 2018) è stato un pugile jugoslavo, con cittadinanza bosniaca dal 1996.
Fu campione europeo nel 1973, tra i dilettanti, nei pesi superleggeri e, tra i professionisti, campione europeo dei pesi superwelter dal 1979 al 1981.

## Biografia
Nato a Belgrado da padre croato e madre serba, negli anni dell'adolescenza Beneš si trasferì a Banja Luka, nella parte serba della Bosnia ed Erzegovina.

### Carriera tra i dilettanti
Ha vinto la medaglia d'oro ai Campionati europei di pugilato dilettanti del 1973 a Belgrado nei pesi superleggeri.
Ha partecipato alle Olimpiadi di Montreal del 1976, nei pesi welter, venendo eliminato al primo turno.

### Carriera tra i  professionisti
È passato professionista nel 1977. L'anno dopo, sul ring di Berlino, batte ai punti il brasiliano Everaldo Costa Azevedo, già sfidante di Bruno Arcari per il titolo mondiale dei superleggeri e di Carlos Palomino per quello dei welter. Conquista il titolo europeo dei pesi superwelter il 17 marzo 1979, a Banja Luka, battendo il francese Gilbert Cohen per KO alla quarta ripresa. Lo ha difeso, tra gli altri, pareggiando il 13 febbraio 1980 con Damiano Lassandro un match contrassegnato dalle scorrettezze che, secondo il cronista del Corriere della Sera, Beneš aveva vinto per due-tre punti.
Il 12 aprile successivo, a Randers, tenta la scalata al titolo mondiale WBA ma è sconfitto, ai punti, dall'ugandese Ayub Kalule.
Il 19 marzo 1981 perde il titolo europeo, a Parigi, di fronte al francese Louis Acariés, ai punti in dodici riprese. Tenta di riconquistarlo il 28 ottobre 1982, a San Severo, ma è sconfitto ai punti da Luigi Minchillo, anche se un giudice su tre decreta il pari.
Tra il 1984 e il 1987 combatte due soli incontri, vincendoli entrambi. Poi, a quarantasei anni, appende definitivamente i guantoni al chiodo con un bilancio di 39 incontri, di cui 32 vinti (21 prima del limite), 6 persi (3 prima del limite) e uno pari.

### Dopo il ritiro
Coinvolto nella Guerra in Bosnia ed Erzegovina, Beneš fu costretto a lasciare Banja Luka tra il 1995 e il 1996 e a rifugiarsi 
in Croazia, dove visse in povertà.
Nel 2004, la televisione indipendente di Banja Luka ha mandato in onda un documentario sulla sua vita, intitolato Bio jednom jedan šampion (C'era una volta un campione). Beneš ha poi pubblicato un libro di poesie dedicato allo sport intitolato Druga strana medalje (L'altro lato della medaglia). È morto il 4 settembre 2018, all'età di 67 anni, a causa della malattia di Alzheimer.